# 北千葉ジャンクション
北千葉ジャンクション（きたちばジャンクション）は、千葉県市川市堀之内二丁目において事業中の東京外環自動車道と北千葉道路を結ぶ予定の完全地下構造のジャンクション（JCT）である。名称は仮称である。2024年4月現在、2030年度（令和12年度）の完成を予定している。
外環道千葉区間の建設時に接続準備構造が用意され、2021年度に北千葉道路における北千葉JCT - 鎌ヶ谷市方面区間の一部区間が新規事業化された。
地域高規格道路の候補路線としては、本JCTに高速北千葉線の接続構想もあるが、事業化・都市計画決定されておらず詳細は未定である。

## 隣
C3 東京外環自動車道(地下)
(83) 松戸IC - 北千葉JCT（仮称・事業中） - (85) 市川北IC
北千葉道路(地下)
北千葉JCT（仮称・事業中） - 松戸市川西IC（仮称・事業中）